# Pari kongdzsu
Pari kongdzsu (hangul: 바리공주, handzsa: 바리公主, RR: Bari gongju), azaz  Pari hercegnő a koreai mitológia egyik fontos alakja, akinek mítosza Kvanbuk (Gwanbuk)ból származik. Pari hercegnőt több néven is emlegetik, ilyen például a Paridegi (hangul: 바리데기, RR: Paridegi), a Palli kongdzsu (hangul: 발리공주, handzsa: 鉢里公主, RR: Palli gongju) illetve a Szahi kongdzsu (hangul: 사희공주, handzsa: 捨姬公主, RR: Sa-hui gongju).

## Nevének eredete, megjelenése

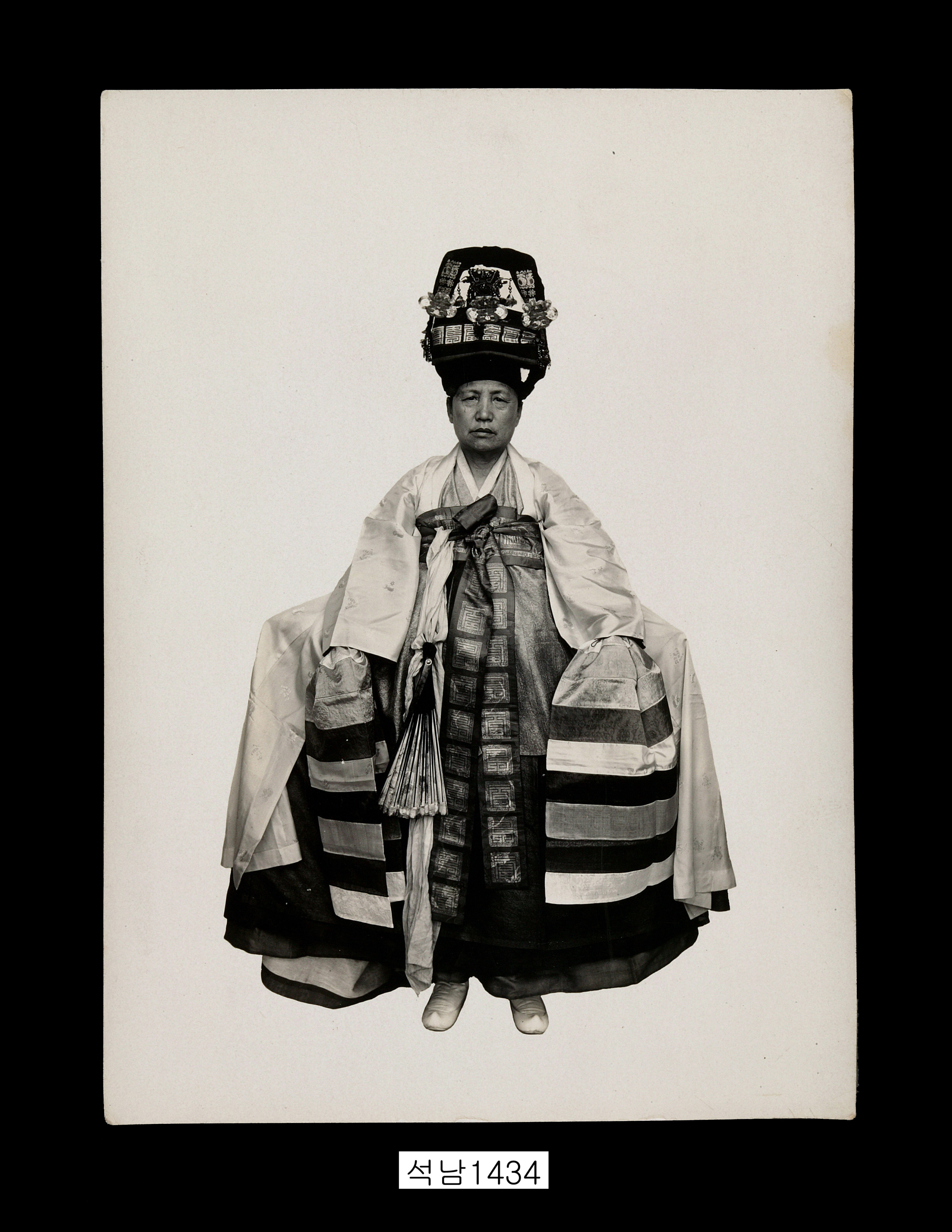
Fekete-fehér fotó egy Bari hercegnőnek öltözött sámánról Szöulban

Nevének jelentése „kitett hercegnő”, amely onnan származik, hogy legendája szerint a szülei magára hagyták őt csecsemőkorában.
Pari kongdzsut tartják az első sámánnőnek, ezért lett ő a sámánok patrónusa. Azonban mítoszának néhány verziója szerint ő a halál istennője, aki az Alvilágba kíséri, és ott őrzi a holtakat.
Pari hercegnő külsejéről nem írnak a legendák és a források, azonban több grafika, rajz és festmény is megtalálható róla. Ezen ábrázolások azonban nagyon különbözőek, mert mind a rajzolók szubjektív elképzelései alapján készültek.

## Mítosz
Mítoszának körülbelül negyven különböző változata van, mások szerint azonban akár száz fölé is tehető a számuk. Az egyik legismertebb mítoszvariánsa a következő:
Ogu király, aki a Csoszon-dinasztia idején uralkodott, megkért egy jövendőmondót, hogy mondja meg neki, mikor lenne legjobb megházasodnia. A jós azt felelte, ha abban az évben házasodik meg, akkor hét lánya születik, ha azonban a következőben, akkor három fia. A király nem hallgatott a jövendőmondóra, még abban az évben megházasodott, s azután csak lányai születtek. A hatodik után imádkozni kezdett az istenekhez, hogy következő gyermeke fiú legyen. Ezután, egy napon a király arról álmodott, hogy a felesége teherbe esik, s azt gondolta, az istenek meghallgatták imáit és végre trónörökös érkezik a családba. Ám a hetedik gyermek is lány lett, ezért a szülők elkeseredettségükben magára hagyták az újszülöttet, aki emiatt a Pari hercegnő (azaz „kitett hercegnő”) nevet kapta.
Buddha azonban megmentette az ártatlan gyermeket a haláltól és egy idős házaspárnak adta, hogy neveljék fel. Amikor Pari hercegnő 15 éves lett, Ogu király nagyon megbetegedett. Álmában az istenek azt üzenték neki, hogy ez a büntetése, amiért magára hagyta a kislányát, s ha meg szeretne gyógyulni, akkor meg kell találnia őt. Ha pedig lánya elhozza neki az élet vizét, akkor megmenekülhet a haláltól. A király elkezdte kerestetni a lányát, akire az egyik szolgája rá is talált. Pari hercegnő úgy döntött, segít megmenteni apját, s útnak indult, hogy megkeresse az élet forrását.
Pari először egy idős emberrel találkozott, aki épp szántott. Pari eldöntötte, hogy segít az idős embernek, s hirtelen több száz mágikus állat hullott alá az égből és felszántották a földet. Az idős úr hálája jeléül megmutatta Parinak, merre felé kell mennie, hogy megtalálhassa az élet vizét. Pari folytatta az útját, azonban egy útelágazáshoz ért, ahol nem tudta, merre menjen. Megkérdezett egy idős asszonyt, aki segített Parinak, ezért cserébe pedig Pari kimosta az idős nő ruháit. Az asszony hálája jeléül nemcsak az utat mutatta meg, de egy arany csengettyűt is adott Parinak és egy ágat három mágikus virággal. Ez az idős hölgy valójában Mago volt, a világ létrehozója.
Pari folytatta útját, megmászta a tizenkét hegyből álló hegyláncot, mely mindegyikén rengeteg szellem lakozott, de sikolyaik sem állíthatták meg őt. Végül elért a Hvangcson-folyóhoz, amelyen csak a halottak juthatnak át. A folyó őre megtiltotta az ifjú lánynak, hogy átkeljen a folyón, ezért Pari megmutatta a virágokat, amiket Mago adott neki. Ezek a virágok azt jelentették az őr számára, hogy Pari egy istennő, így végül átengedte a folyón. Amikor Pari elért az Alvilágba, talált ott egy erődítményt, mely vastüskékből épült fel. Amikor lobogtatni kezdte a virágokat, az erődítmény elolvadt, s minden bebörtönzött lélek kiszabadult onnan. Pari aztán a rózsaszín folyóhoz ért, melynek vize megolvasztja az emberi bőrt. Amikor Pari csengetni kezdett a Magótól kapott csengettyűvel, egy szivárványhíd épült a folyó fölé. Átkelt a hídon, s elért a Tongde-hegyig, ahol az élet forrása is volt.
A hegyhez érve találkozott az élet forrásának őrével, Tongszudzsával. A hercegnő kilenc éven át dolgozott az őrnek, három évig fát gyűjtött, három évig vizet hordott, három évig pedig tüzet rakott. Végül a kilencedik év után Tongszudzsa feleségül vette Parit, aki hét gyermeket szült neki, majd pedig csak azután engedte meg a feleségének, hogy hazatérjen beteg apjához az élet vizével. Azonban mire Pari hazaért, már temették a királyt, de szerencsére az élet vizével sikerült visszahoznia őt az életbe. A király ezután Parit a sámánok istennőjévé tette, unokáit pedig az Alvilág uralkodóivá, édesapjukkal együtt.

### Eltérések
Mivel a mítoszából rengeteg számú változat maradt fent, így soknál kisebb-nagyobb eltéréseket találni, ezek közül néhány:
- A jós a királynak azt mondta, ha a szerencsés évben házasodik meg, 7 fia születik majd.
- Nem csak Ogu király, de a királynő is megbetegedett.
- A hercegnőnek három fiúgyermeke született Tongszudzsától, aki végül elhagyta őket.
- Ikerfiaik születtek.
- Apja megmentése után a halál istennője lett, aki az Alvilágban (gyermekeivel együtt) őrzi a holtak lelkeit.
- A Tongde-hegy gyógyvize csak apja betegségét gyógyítja meg, s a víz melletti virágok (hvangszeng-kkot) élesztik fel a halottakat. Pari így először a virággal felélesztette a halott királyt, majd a vízzel meggyógyította őt.

## Rítus
Pari hercegnő mítoszához a malmi-kori (hangul: 말미거리, RR: malmi-geori) gyászrítus kapcsolódik. Ez a koreai 16 sámán gyászrítus (rítus koreaiul: kut, hangul: 굿, nyugaton: gut) közül a tizenharmadik. A malmi-korit a sámán piros köntösben, nagy koronával dekorált parókában adja elő. A rítus alatt a sámán több mint egy órán át regéli Pari hercegnő történetét, miközben bal kezével a rézharangját csengeti és jobb kezével pedig a csanggut (hangul: 장구, RR: changgu;  homokóra alakú dob) üti. Az emberek úgy hiszik, hogy a rítus alatt a hercegnő a halottat egy jobb világba vezeti, és a ceremónia ezen részén a családtagok folyamatosan siránkoznak, hogy kimutassák törődésüket.
A szeánsz két gondolatot foglal szorosan magába. Először is azt, hogy Pari hercegnő a sok szenvedés után megszerezte a gyógyvizet, amellyel megmentette édesapját. Ezért van az, hogy a rítus alatt a halottat egy jobb világba vezetésére kérik.  Másodszor pedig, hogy miután megmentette apját, nem a hercegnői életet választotta, hanem inkább a sámán/isteni utat, saját magát pedig Inü-vangnak (hangul: 인위왕, handzsa: 人爲王, RR: Inwi-wang; „A halottak királya”) nevezte. Ezt többen az „először a férfi” tradíció megtagadása szimbólumának vélik.